# Janzé
Janzé (bret. Gentieg) – miejscowość i gmina we Francji, w regionie Bretania, w departamencie Ille-et-Vilaine.
Według danych na rok 1990 gminę zamieszkiwało 4500 osób, a gęstość zaludnienia wynosiła 109 osób/km² (wśród 1269 gmin Bretanii Janzé plasuje się na 102. miejscu pod względem liczby ludności, natomiast pod względem powierzchni na miejscu 133.).